# 7 × 20 mm Nambu
Die Patrone 7 × 20 mm Nambu und die dazugehörige Pistole wurde von Oberst Kijiro Nambu konstruiert und war eine verkleinerte Ausführung der in der kaiserlich japanischen Armee eingeführten Pistole Typ 14. Die ersten Angaben über diese Waffe stammen aus dem Jahr 1929. Danach soll die Pistole an Offiziere ausgegeben worden sein, wogegen es in anderen Quellen heißt, dass diese Pistole im Kaliber 7 mm nur für den Zivilbedarf gefertigt worden sei.
Die Produktion der Waffe und der Munition fand nur in Japan statt und endete mit der Niederlage Japans im Zweiten Weltkrieg.

## Synonyme
- 7 mm Japanese Nambu
- 7 mm Nambu Auto. Pistol

## Waffen
- 7 mm Nambu (Baby Nambu)